# Kreis Soest (1817–1974)
Der alte Kreis Soest (1953–1969 Landkreis Soest) war ein Landkreis im nordrhein-westfälischen Regierungsbezirk Arnsberg. Er lag am südlichen Rand der Westfälischen Bucht zwischen der Lippe und der Möhne. Er wurde am 1. Januar 1975 mit dem Kreis Lippstadt und dem Amt Warstein (zuvor Kreis Arnsberg) sowie einzelnen Gemeinden aus anderen Kreisen durch das Münster/Hamm-Gesetz zum neuen Kreis Soest zusammengeschlossen.

## Geographie

### Nachbarkreise
Der Kreis Soest grenzte 1974 im Uhrzeigersinn im Norden beginnend an die Kreise Beckum, Lippstadt, Arnsberg, Iserlohn und Unna.

## Geschichte
Der Kreis Soest wurde 1817 im Regierungsbezirk Arnsberg der preußischen Provinz Westfalen aus zwei Gebieten mit unterschiedlicher Vorgeschichte gebildet.
Die Stadt Soest und ihr Umland, die Soester Börde, gehörten ursprünglich zur Grafschaft Mark und in der Franzosenzeit zum französischen Satellitenstaat Großherzogtum Berg. In Berg wurden ab etwa 1809 Verwaltungsstrukturen nach französischem Muster geschaffen. Dabei wurden im bergischen Ruhrdepartement die vier Mairien (Bürgermeistereien) Borgeln, Lohne, Schwefe und Soest eingerichtet, die 1817 allesamt zu Bürgermeistereien des Kreises Soest wurden.
Der andere Teil des Kreises setzte sich aus einem Gebiet zusammen, das ursprünglich zum Herzogtum Westfalen gehörte und 1803 an Hessen-Darmstadt gefallen war. Dieses Gebiet umfasste bei der Kreisgründung 1817 die ehemaligen hessisch-westfälischen Ämter Belecke und Oestinghausen. Vom Amt Belecke verblieb nur das Kirchspiel Körbecke im Kreis Soest, nachdem am 1. Januar 1819 die Kirchspiele Belecke, Allagen, Hirschberg, Mülheim und Warstein abgetrennt und dem Kreis Arnsberg zugeordnet wurden. Im Gegenzug wechselte der größte Teil des ehemaligen Amtes Werl aus dem Kreis Arnsberg in den Kreis Soest. Der ehemals hessisch-westfälische Teil des Kreisgebiets war danach in die drei Bürgermeistereien Körbecke, Oestinghausen und Werl gegliedert.
Am 1. April 1826 wurden die Gemeinden Wickede und Wiehagen aus dem Kreis Hamm eingegliedert. 
Im Rahmen der Einführung der Landgemeinde-Ordnung für die Provinz Westfalen wurden die Bürgermeistereien des Kreises 1843 in sechs Ämter überführt, wobei die Städte Soest und Werl amtsfrei blieben.
Die extreme Zergliederung in Klein- und Kleinstgemeinden spiegelte die Siedlungsstruktur im Kreisgebiet wider, die insbesondere im Gebiet der fruchtbaren Soester Börde durch eine Vielzahl von Dörfern gekennzeichnet ist, die meist auf eine tausendjährige Geschichte zurückblicken können.
1868 wurde die neue Gemeinde Paradiese aus Schwefe ausgegliedert und 1890 wurde aus Gemeinden des Amtes Körbecke das neue Amt Bremen eingerichtet. Am 1. April 1901 wurde Himmelpforten nach Niederense und 1925 die im Jahr 1912 im Möhnesee versunkene Gemeinde Kettlersteich nach Delecke eingemeindet. Der Kreis war danach in die folgenden Ämter und Gemeinden eingeteilt:
| Amt           | Gemeinden |
| ------------- | --- |
| Borgeln       | Balksen, Berwicke, Blumroth, Borgeln, Brockhausen, Dinker, Dorfwelver, Eilmsen, Hattropholsen, Katrop, Meckingsen, Nateln, Stocklarn, Thöningsen, Vellinghausen und Weslarn                                                   |
| Bremen        | Bilme, Bittingen, Bremen, Blumenthal, Gerlingen, Höingen, Hünningen, Lüttringen, Niederense, Himmelpforten (bis 1901), Oberense, Parsit, Ruhne, Sieveringen, Volbringen und Waltringen                                        |
| Körbecke      | Berlingsen, Brüllingsen, Büecke, Delecke, Echtrop, Ellingsen, Günne, Hewingsen, Kettlersteich (bis 1925), Körbecke, Stockum, Theiningsen, Völlinghausen, Wamel, Westrich und Wippringsen                                      |
| Lohne         | Bergede, Beusingsen, Deiringsen, Elfsen, Enkesen im Klei, Heppen, Herringsen, Hiddingsen, Lendringsen, Lohne, Müllingsen, Neuengeseke, Opmünden, Ruploh und Sassendorf                                                        |
| Oestinghausen | Bettinghausen, Eickelborn, Heintrop-Büninghausen, Hovestadt, Hultrop, Krewinkel-Wiltrop, Lohe, Niederbauer, Nordwald, Oestinghausen, Ostinghausen und Schoneberg                                                              |
| Schwefe       | Ampen, Ehningsen, Einecke, Eineckerholsen, Enkesen bei Paradiese, Epsingsen, Flerke, Hattrop, Kirchwelver, Klotingen, Meiningsen, Merklingsen, Meyerich, Ostönnen, Paradiese (seit 1868), Recklingsen, Röllingsen und Schwefe |
| Werl          | Budberg, Holtum, Illingen, Mawicke, Niederbergstraße, Oberbergstraße, Ostbüderich, Scheidingen, Schlückingen, Westbüderich, Westönnen, Wickede und Wiehagen                                                                   |

1930 wurden die Ämter Borgeln und Schwefe zum Amt Borgeln-Schwefe zusammengeschlossen. Kirchwelver und Meyerich wurden 1957 zur Gemeinde Welver vereinigt. Ostbüderich und Westbüderich wurden 1964 zur Gemeinde Büderich vereinigt.
Die Vielzahl der Gemeinden im Kreis Soest verringerte sich durch das Soest/Beckum-Gesetz von 1969 drastisch. Die Kernstadt Soest wurde mit 18 umliegenden Gemeinden zusammengelegt. Gleichzeitig wurden alle Ämter aufgelöst.
Vom 1. Juli 1969 bis zum 31. Dezember 1974 bestand der Kreis aus den Städten Soest und Werl sowie den Gemeinden Bad Sassendorf, Eickelborn, Ense, Lippetal, Lohe, Möhnesee, Welver und Wickede (Ruhr). (Die Altgemeinden Eickelborn und Lohe waren bei der Gebietsreform von 1969 ausgespart worden und behielten dadurch bis 1974 ihre Eigenständigkeit.)
Am 1. Oktober 1969 wurde aus dem Landkreis der Kreis Soest.
Am 1. Januar 1975 wurde der Kreis aufgelöst und mit dem Kreis Lippstadt und dem Amt Warstein des Kreises Arnsberg sowie einzelnen Gemeinden aus anderen Kreisen zum neuen Kreis Soest zusammengeschlossen. Die archivwürdigen Unterlagen des Altkreises Soest werden im Kreisarchiv Soest aufbewahrt.

## Einwohnerentwicklung
| Jahr | Einwohner | Quelle |
| ---- | --------- | ------ |
| 1819 | 033.060   | [ 8 ]  |
| 1832 | 037.281   | [ 3 ]  |
| 1871 | 048.914   | [ 9 ]  |
| 1880 | 051.057   | [ 9 ]  |
| 1890 | 052.755   | [ 10 ] |
| 1900 | 056.420   | [ 10 ] |
| 1910 | 061.040   | [ 10 ] |
| 1925 | 066.754   | [ 10 ] |
| 1939 | 073.240   | [ 10 ] |
| 1950 | 101.994   | [ 10 ] |
| 1960 | 103.400   | [ 10 ] |
| 1970 | 118.300   | [ 11 ] |
| 1973 | 127.300   | [ 12 ] |

## Politik

### Ergebnisse der Kreistagswahlen von 1946 bis 1969
In der Liste werden nur Parteien und Wählergemeinschaften aufgeführt, die mindestens zwei Prozent der Stimmen bei der jeweiligen Wahl erhalten haben.
Stimmenanteile der Parteien in Prozent
| Jahr   | CDU  | SPD  | FDP  | BG  | DZP  | BHE |
| ------ | ---- | ---- | ---- | --- | ---- | --- |
| 119461 | 49,5 | 27,0 | 06,2 |     | 21,3 | 1,3 |
| 1948   | 41,2 | 30,2 |      |     | 26,8 |     |
| 1952   | 31,3 | 23,2 | 19,8 |     | 17,7 | 6,6 |
| 1956   | 39,4 | 28,4 | 17,8 |     | 13,1 |     |
| 1961   | 48,1 | 26,4 | 14,5 |     | 05,1 | 5,9 |
| 1964   | 42,9 | 30,0 | 15,4 | 4,1 | 05,4 | 2,2 |
| 1969   | 48,0 | 30,1 | 10,4 | 9,6 |      |     |

Fußnote
1 1946: zusätzlich: KPD: 2,0 %

### Landräte
- 1817–1838: Friedrich von Essellen
- 1838–1852: Florens von Bockum-Dolffs (Übernahme der kommissarischen Verwaltung 1837)
- 1852–1878: Georg Friedrich Fritsch
- 1879–1918: Florens von Bockum-Dolffs
- 1918–1936: Thilo von Werthern-Michels
- 1936–1945: Walter Möhring
- 1938–1939: Vertretung
- 1940–1944: Vertretung
- 1945:–9999 Franz Hackethal
- 1945–1946: August Günther
- 1946–1948: Hubertus Schwartz
- 1948–1950: Erwin Kegel
- 1950–1964: Karl Blume
- 1964–1969: Fritz Böhmer
- 1969–1974: Georg Ehrich

### Oberkreisdirektoren
- 1946–1954: August Günther
- 1954–1967: Ferdinand Wilko von Wintzingerode
- 1967–1974: Rudolf Harling

### Wappen
Dem Kreis Soest wurde mit Urkunde vom 17. April 1935 das Recht verliehen, das nachstehend beschriebene Wappen zu führen:
Wappenbeschreibung:

„Im gespaltenen silbernen Schild vorn ein aufgerichteter roter Schlüssel mit nach außen gerichtetem Bart, hinten ein durchgehendes schwarzes Kreuz.“
Nach Zusammenlegung des bisherigen Kreises Soest mit dem Kreis Lippstadt zum neuen Kreis Soest erhielt dieser am 26. Mai 1976 ein neues Wappen. Dieses unterscheidet sich von dem oben beschriebenen Wappen dadurch, dass dem schwarzen Kreuz noch die lippische Rose aufgelegt ist.

## Kfz-Kennzeichen
Am 1. Juli 1956 wurde dem damaligen Landkreis bei der Einführung der bis heute gültigen Kfz-Kennzeichen das Unterscheidungszeichen SO zugewiesen.